# Xerophyta schnizleinia
Xerophyta schnizleinia là một loài thực vật có hoa trong họ Velloziaceae. Loài này được (Hochst.) Baker miêu tả khoa học đầu tiên năm 1875.